# Manica (zoologia)
Manica Latreille, 1804 è un genere di formiche della sottofamiglia Myrmicinae.

## Tassonomia
Il genere è composto da 6 specie:
- Manica bradleyi Wheeler, 1909
- Manica hunteri Wheeler, 1914
- Manica invidia Bolton, 1995
- Manica parasitica Creighton, 1934
- Manica rubida Latreille, 1802
- Manica yessensis Azuma, 1973

In Italia è presente solo la specie Manica rubida.